# Йоганн Якобі фон Валльгаузен
Йога́нн Я́кобі фон Валльгаузен (нім. Johann Jacobi von Wallhausen; 1580 — 20 жовтня 1627) — німецький військовик, дослідник військової справи. Народився у Даутфе або Валльгаузені, Священна Римська імперія. Представник лютеранської родини Якобі з Даутфе. Син пастора Юстуса Якобі, що працював у Валльгаузені. Навчався у Марбурзькій школі (1596) та університеті. Після вбивства на дуелі (1599) втік до Голландії, де поступив на військову службу до оранського принца Моріца. Згодом заробляв військовим найманцем в Угорщині та Московії. Протягом служби змінив своє прізвисько з «Даутфеський» (Tautphoeus) на «Валльгаузенський» (von Wallhausen). Служив у гарнізоні Гданська у чині капітана (1613). Мав широкі знання у військовій науці. Прославився завдяки своїм військовим роботам, які були перекладені багатьма мовами. Запрошений на службу зігенським графом Йоганном VII (1616), став директором його військової школи в Зігені (1617). Через борги та проблеми на службі переїхав до Майнцького курфюрства. Служив у війську місцевого курфюрста Йоганна Швайкгарда у чині підполковника. Незабаром знову повернувся до Гданська, де й помер. Його праці — одні з найважливіших писемних джерел з історії військового мистецтва першої половини XVII століття.

## Імена
- Йога́нн Я́кобі (нім. Johann Jacobi) — власне ім'я і прізвище.
- Йога́нн Даутфеський (лат. Johannes Tautphoeus) — ім'я та прізвисько за місцем народження[1]
- Йога́нн Я́кобі Валльгаузенський (нім. Johann Jacobi von Wallhausen) — ім'я та прізвисько за місцем пасторства батька[1].

## Праці
- Feuerwerk, darinnen unterschiedene Kunststücke und Secreta gelehret werden. Erfurt, 1614.
- ABC der Soldaten zu Fuß. Frankfurt am Main, 1615.
- Kriegskunst zu Fuß, zu hochnöthigstem Nutzen und Besten nicht allein allen ankommenden Soldaten, sondern auch in Abrichtung eines gemeinen Landvolcks und Ausschuß in Fürtstenthümern und Stätte. Oppenheim, 1615 (перевидання: Frankfurt am Main, 1630).
  - переклади: французькою — 1615, голландською — 1617, російською — 1647[1] (Учение и хитрость ратного строения пехотных людей [Архівовано 11 березня 2018 у Wayback Machine.]).
- Kriegskunst zu Pferdt. Darinnen gelehrt werden die initia und fundamenta der Cavallerie, aller vier Theylen: als Lantzierers, Kührissieriers, Carabiners und Dragoons, was von einem jeden Theyl erfordert wird, was sie prästiren können sampt deren exercitien. Newe schöne Invetionen etlicher batailen mit der Cavallery ins Werkzu stellen. Mit dargestellten Beweistumpen, was an den edlen Kriegskunsten gelegen und deren Fürtrefflichkeiten uber alle Kunst und Wissenschaften'. Frankfurt am Main, 1616 (перевидання: 1634).
  - переклади: французькою — 1621[1].
- Ritterkunst. 1616.
  - переклади: французькою — 1616[1].
- Romanische Kriegskunst. Frankfurt am Main, 1616.
- Archiley-Kriegskunst, darinnen gelehrt und fürgetragen werden die initia und fundamenta dieser Edlen Kriegkunst / Vor diesem niemals so compediosè, methodicè, diludicè und rectò an tag gegeben. Mit schönen Kupfferstöcken perfecte angewiesen und beschrieben. Hanau, 1617 (перевидання: 1634).
- Corpus militare, darinnen das heutige Kriegwesen in einer Perfecten und absoluten idea begriffen und dargestellt wird. Alles in gewisse praefecta polemica ordentlich verfasset mit beigegebenem jedern Theyl seinen Kriegsmaximis, observationibus, regulis axiomatis und sehr künstlichen Kriegs-Tabuln. Hanau, 1617 (перевидання: Frankfurt am Main, 1625).
- Künstliche Picquen-Handlung. Hanau, 1617
- Militaris politicus. Frankfurt am Main, 1617.
- Camera militaris oder Kriegskunst-Schatzkammer, darinnen allerley Kriegs-Stratagemata zu Wasser und Landt von Anfang der Welt biß auf Caesarem Augusdtum, heutige Stunde zu gebrauchen, gezeiget werden. Frankfurt am Main, 1621.
- Defensio patriae oder Landrettung. Darinnen gezeigt wird 1) Wie alle und jede in der werthen Christenheit Potentaten, Regenten, Stätte und Communen ihre und der ihrigen Unterthanen Rettung und Schützung anstellen sollen. 2) Der Modus belligerande, viel hundert Jahre bißher gefählet. Frankfurt am Main, 1621.